# Клеј (Кентаки)
Клеј (енгл. Clay) град је у америчкој савезној држави Кентаки.

## Демографија
По попису из 2010. године број становника је 1.181, што је 2 (0,2%) становника више него 2000. године.
| Група             | 2000.         | 2010.         |
| Белци             | 1.165 (98,8%) | 1.157 (98,0%) |
| Афроамериканци    | 3 (0,3%)      | 4 (0,3%)      |
| Азијати           | 2 (0,2%)      | 0 (0,0%)      |
| Хиспаноамериканци | 4 (0,3%)      | 7 (0,6%)      |
| Укупно            | 1.179         | 1.181         |